# Phạm Văn Út
Phạm Văn Út (11 tháng 11 năm 1925 – 20 tháng 4 năm 2002) là sĩ quan quân đội và chính khách Việt Nam Cộng hòa, từng giữ chức Chủ tịch Hạ nghị viện Việt Nam Cộng hòa cuối cùng từ ngày 4 tháng 4 năm 1975 cho đến khi Sài Gòn thất thủ ngày 30 tháng 4 năm 1975. Ông được bầu làm Dân biểu pháp nhiệm II đơn vị Ba Xuyên trong cuộc bầu cử năm 1971. Trước khi tham gia chính trường, ông từng là Đại tá Quân lực Việt Nam Cộng hòa.

## Tiểu sử

### Thân thế và học vấn
Phạm Văn Út sinh ngày 11 tháng 11 năm 1925, cha tên Phạm Văn So và mẹ là Hồ Thị Định, tại Sa Đéc, Nam Kỳ, Liên bang Đông Dương. Trước khi trở thành sĩ quan quân đội, ông từng nhập học Trường Sĩ quan Trừ bị Thủ Đức, sau khi hoàn thành chương trình học và huấn luyện quân sự, ông bắt đầu phục vụ trong Quân đội Quốc gia Việt Nam, tiền thân của Quân lực Việt Nam Cộng hòa vào năm 1955. Trong suốt quãng đời binh nghiệp của mình, ông từng đóng quân tại Sân bay Sóc Trăng.

### Sự nghiệp chính trị
Sau khi rời khỏi quân ngũ, ông tham gia chính trường và trở thành tỉnh trưởng ba tỉnh và được bầu trong cuộc tuyển cử năm 1971 trên cương vị là Dân biểu pháp nhiệm II đơn vị Ba Xuyên. Ngày 4 tháng 4 năm 1975, sau khi Chủ tịch Hạ nghị viện Nguyễn Bá Cẩn từ chức để lên làm thủ tướng theo lệnh của Tổng thống Nguyễn Văn Thiệu, riêng ông thì được bầu làm Chủ tịch Hạ nghị viện. Trong nhiệm kỳ của mình tại Hạ nghị viện, ông là Trưởng khối Cộng hòa, bao gồm một nhóm dân biểu thân chính phủ, luôn ủng hộ chế độ của Tổng thống Thiệu. Ngày 27 tháng 4 năm 1975, khi các thành viên của lưỡng viện Quốc hội họp để bỏ phiếu chấp thuận Tổng thống Trần Văn Hương chuyển giao ghế tổng thống cho cựu Tướng Dương Văn Minh, ông lại là dân biểu duy nhất dám bỏ phiếu phản đối đề xuất này.

### Lưu vong sang Mỹ
Ngày 29 tháng 4 năm 1975, một ngày trước khi Sài Gòn thất thủ, ông cùng vợ con đã chạy trốn kịp thời đúng lúc Quân Giải phóng miền Nam Việt Nam và Quân đội Nhân dân Việt Nam đang tiến quân vào nơi đây, họ được trực thăng chở đến một con tàu của Mỹ đang đậu tại Biển Đông. Sau đó, chiếc tàu này thả họ xuống Philippines, thế rồi ông bắt đầu cố gắng liên lạc với nhiều người quen ở Mỹ để giúp cả nhà mình di cư sang Mỹ. Ngay sau đó, họ được phép nhập cảnh vào nước Mỹ với tư cách là người tị nạn sau khi một Nhà thờ Giáo hội Luther ở Greeley, Colorado nhận bảo trợ cho gia đình ông. Trước tiên ông định cư tại Greeley, Colorado vào năm 1975 rồi về sau mới chuyển đến Loveland, Colorado vào ngày 19 tháng 5 năm 1979, nơi ông sinh sống cho đến hết phần đời còn lại. Ông làm việc cho hãng Hewlett-Packard trong suốt 15 năm và nghỉ hưu vào năm 1992. Ông còn là thành viên thuộc Hiệp hội Từ thiện người Việt Quốc gia tại Colorado và Hiệp hội Người Việt Cao tuổi tại Colorado.

### Đời tư
Phạm Văn Út kết hôn với bà Thủy Thu và có bảy người con (3 con trai; 4 con gái). Ông còn là Phật tử. Ông đam mê câu cá, đạp xe, du lịch và dành thời gian cho bạn bè và gia đình.
Ông qua đời ngày 20 tháng 4 năm 2002 tại Loveland, Colorado. Di hài được người thân đem hỏa táng và tro cốt thì gửi về nơi chôn cất của gia đình tại Sa Đéc, Việt Nam.